# 9Dragons
9Dragons ist ein MMORPG, das ursprünglich von der koreanischen Softwarefirma Indy21 entwickelt wurde. Für den europäischen und amerikanischen Raum wurden Kooperationen mit Persistent Worlds und Acclaim Entertainment eingegangen, wobei die europäischen Rechte später vollständig an Acclaim übertragen wurden. Der erste teilöffentliche Spielzugang war seit dem September 2006 möglich, als die Closed Beta begann. Anfang 2007 startete zeitgleich die Open Beta in den verschiedenen Ländern, was jedoch bereits als frei spielbare Veröffentlichung seitens Acclaim beworben wurde. Das offizielle Release des Spiels geschah Ende März 2008.
Acclaim hat am 26. August 2010 den Service für alle seine Spiele eingestellt, dies betraf auch 9Dragons. Es wurde angekündigt, dass Gamersfirst die englische Version im September 2010 weiterführen wird, während GamesCampus das Spiel im November 2010 in Deutsch und Anfang 2011 auf Französisch veröffentlichte.

## Spielinhalt
Bei 9Dragons handelt es sich um ein Martial Arts Action MMORPG, welches sehr stark von der chinesischen Mythologie geprägt ist. Es ist das erste Spiel dieser Art, was sich ausschließlich auf die Umsetzung der im asiatischen Raum sehr bekannten und geschätzten Wuxia-Literatur stützt. In diesem Fall lieferte der koreanische Autor Jwa Baek die literarische Vorlage, welche in der amerikanischen und europäischen Version durch Steven-Elliot Altman überarbeitet wurde.
Der Spielinhalt und die Darstellung der Figuren basiert sehr stark auf asiatischen Kampfstilen. Es existieren drei grundlegende Fraktionen im Spiel, die Weißen Clans wie Wu-Tang oder Shaolin, die Schwarzen Clans wie Heavenly Demon oder Sacred Flower und den Neutralen Clan The Union of Noble Families (Die Union der noblen Familien). Die Clanzugehörigkeit hat dabei denselben Wert wie die Rassenwahl in klassischen Rollenspielen, mit nur geringen Einschränkungen (zum Beispiel hat der Sacred Flower Clan nur weibliche Mitglieder). Die grundlegende spielerische Ausrichtung wird erst im Laufe des Spiels durch den Spieler selbst getroffen, das heißt, welche Rolle er im Spiel wahrnehmen möchte (Krieger, Heiler, Magier oder Hybrid), steht nicht von Beginn an fest. Jeder Clan stellt hierbei dieselben grundlegenden Rollen zur Wahl, die sich nicht unterscheiden. Unterschiede zwischen zwei identischen Rollen in zwei unterschiedlichen Clans ergeben sich lediglich aus den wenigen Fähigkeiten, die innerhalb des Clans weitergegeben werden, und aus den Waffen, die im jeweiligen Clan verwendet werden. Darüber hinaus unterscheiden sich die Clans optisch in jeder Hinsicht voneinander.
Die allgemeine Charakterentwicklung basiert auf einem Learning-by-Doing-System, was bedeutet, dass durch die wiederholte Ausführung einer Fähigkeit diese langsam gesteigert wird, wobei sich die Effektivität von Rang zu Rang verbessert, allerdings eine weitere Steigerung immer langsamer vorangeht. Das Spiel hat dabei ein recht offenes Stufensystem, dessen Grenze bei Stufe 240 liegt, jedoch können Spieler momentan nur Stufe 216 erreichen. Aufgrund des sehr hohen Aufwandes für das Erreichen neuer Stufen und der sehr kurzen Wiedererscheinungszeit von Gegnern gilt 9Dragons allgemein als ein Spiel, welches erhöhten Zeitaufwand beansprucht, wenn das obere Drittel des Stufensystems das Ziel ist.
Man bewegt sich während des Spiels in einer 3D-Umgebung mit einer Verfolgungskamera. Die Namen der Spielgebiete sind bis auf wenige Ausnahmen aus der Realität entnommen und lassen sich geografisch in China und dessen Umgebung einordnen (beispielsweise sind Hefei und Tibet zugänglich). Es wird sowohl PvE als auch PvP angeboten, wobei durch die Clans und die Zugehörigkeit dazu auch eine einfache Form von Realm-PvP ermöglicht wird. Die Grafik und die Animation ist für den Zeitpunkt der Entwicklung sehr aufwendig und gut gelungen und orientiert sich sehr stark an den Kino- und Fernsehfilmen im Wuxia-Stil. Gegner und Questinhalte referenzieren häufig asiatische Legenden und Philosophien. Zusätzlich existieren einfache Geschicklichkeitsspiele.

## Finanzierung
Im Gegensatz zu typischen MMORPGs, die sich über eine monatlich zu zahlende Gebühr der registrierten Spieler refinanzieren, handelt es sich bei 9Dragons um ein „Free-to-play“-Spiel. Das bedeutet, es werden keine Gebühren nach dem Erwerb des Grundspiels (welches auch frei im Internet verfügbar ist) fällig, sondern es wird lediglich durch den Verkauf von Premium-Artikeln finanziert, welche das Spiel einfacher gestalten und einen Vorteil gegenüber denen, die kein Geld in das Spiel investieren, bedeuten.